# شبح درون پوسته (فیلم ۱۹۹۵)
شبح درون پوسته (انگلیسی: Ghost in the Shell) یک فیلم انیمه‌ای در ژانر سایبرپانک علمی–تخیلی از محصولات استودیو پروداکشن آی. جی و به کارگردانی مامورو اوشی است. فیلم‌نامه آن توسط کازونوری ایتو بر اساس مجموعه مانگا ژاپنی به همین نام از ماسامونه شیرو به رشته تحریر درآمده است. اولین نمایش عمومی فیلم در اکتبر ۱۹۹۵ در جشنواره بین‌المللی فیلم توکیو بود، و سپس در نوامبر ۱۹۹۵ اکران عمومی شد. از صداپیشگان آن می‌توان به آتسوکو تاناکا، آکیدو اوتسوکا، و کو ایچی یامادرا اشاره کرد. در سال ۲۰۰۴، اوشی کارگردانی شبح درون پوسته ۲: اینوسنسو را نیز به عنوان اثری جداگانه و نه دنباله واقعی این فیلم بر عهده گرفت.